# Cinema 3D

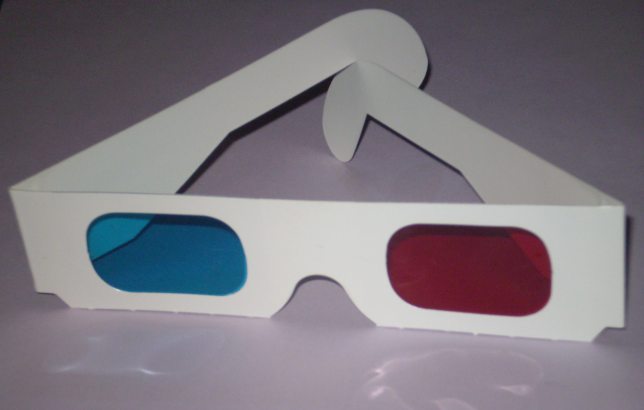
Anaglifs vermell i cian

El cinema en tres dimensions o "cinema 3D" és aquell cinema en què l'espectador té sensació de profunditat, encara que estigui veient imatges en un pla. Això s'aconsegueix gràcies a la visió estereoscòpica que té l'ésser humà. Els nostres ulls reben cadascun una imatge lleugerament diferent de la mateixa escena, de tal manera que el nostre cervell ho interpreta i pot mostrar-nos la profunditat de les coses del món real.
Per a poder reproduir aquest efecte, ja sigui en cinema o en fotografia estàtica, es fa servir una tècnica molt similar al que fan els nostres ulls. Amb dues càmeres exactament iguals separades una certa distància, es capta una mateixa escena amb dos angles lleugerament diferents; després, a l'hora de reproduir, s'envia una imatge diferent a cada ull, de tal manera que l'espectador pot desxifrar la profunditat d'allò que està veient com si fos el món real.

## Tècniques
Les maneres d'aconseguir enviar dues imatges diferents simultàniament han estat moltes i molt diverses, però les més conegudes són:

### Estereoscopi
El primer mètode per a projectar pel·lícules en 3D va ser utilitzant dues pantalles i un estereoscopi; una mena de prismàtics amb els quals podem aconseguir veure la imatge definitiva amb una certa profunditat. Aquesta tècnica va aparèixer força abans que la fotografia, i és per això que les primeres proves de 3D estàtic es feien amb pintures fetes a mà. Per a cinema no es va arribar a utilitzar mai, però avui en dia podem trobar estereoscopis com a souvenir amb la fotografia d'algun monument conegut.

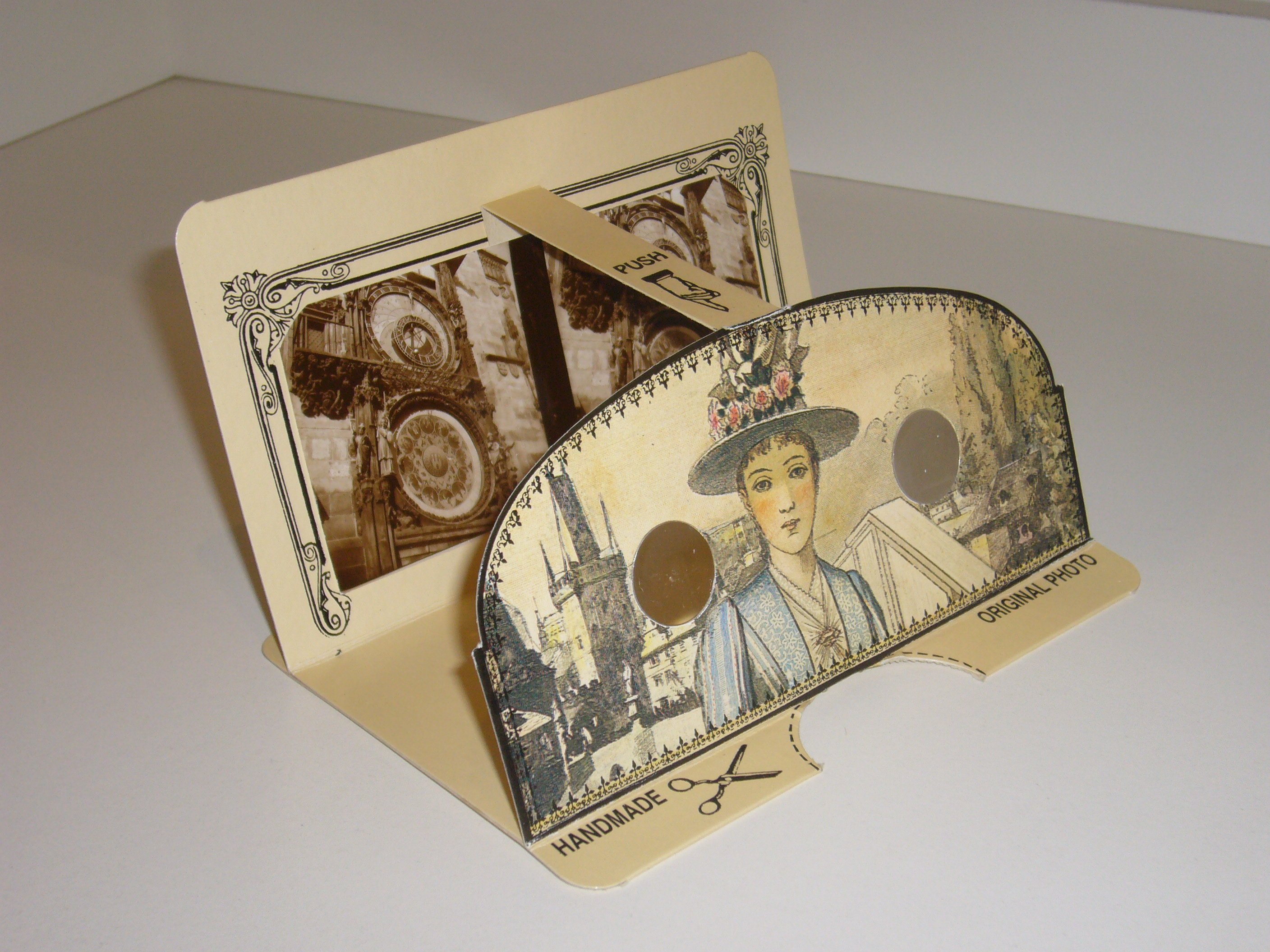
Estereoscopi de paper. Rellotge astronòmic de Praga

### Anàglifs
Els anàglifs o ulleres anàglif són les ulleres amb un vidre de cada color que tothom associa al cinema en 3D. És el mètode més conegut, i també el primer a ser utilitzar no només de forma anecdòtica. La pel·lícula es rodava en blanc i negre, després la imatge captada per una càmera es pintava de vermell i l'altre es pintava de verd o blau; finalment, l'espectador es posava els anàglifs, d'aquesta manera li arribava una imatge de cada color a cada ull en funció del vidre de les ulleres.
Actualment també s'aconsegueix amb imatges en color, però l'espectador percep els color lleugerament distorsionats. Tot i així, com que és l'únic sistema que es pot fer servir en entorns no cinematogràfics (un llibre, un ordinador) és un sistema que encara està força vigent.

### Ulleres polaritzades
Quan es visiona una pel·lícula en tres dimensions al cinema, el que s'utilitza per a aconseguir sensació de profunditat són les ulleres polaritzades. Amb alguna petita variació al llarg del temps, és el mètode més utilitzat en cinema amb diferència, ja que no afegeix cap mena de distorsió a la imatge que rep l'espectador i les ulleres utilitzades són força fàcils de fabricar. En sistemes analògics es fan servir unes ulleres amb un vidre polaritzat horitzontalment i un altre verticalment, mentre que a la pantalla es projecten les dues imatges, una polaritzada de cada manera.
Al principi això s'aconseguia utilitzant dues pel·lícules i dos projectors sincronitzats, cadascun amb el filtre per aconseguir la polarització corresponent. Posteriorment, aquests projectors sincronitzats es van substituir per un de sol, que permetia projectar ambdues imatges simultàniament. L'aparició d'aquest projector únic va comportar dues millores molt importants.
Un dels problemes principals que es presentava pel fet de tenir dos projectors era la seva sincronització; amb les tècniques de l'època no era una tasca gens senzilla i era imprescindible per a aconseguir un efecte realista que la sincronització fos perfecta. L'altra millora va ser que des del moment que s'utilitza un sol projector ja no cal tenir mitja pel·lícula en un rotlle i mitja en un altre. Amb unes pel·lícules fotogràfiques especials es poden tenir una imatge sobre de l'altra i bé una al costat de l'altra, com utilitza el sistema IMAX.
Recentment, ha aparegut un sistema digital de cinema en 3D, el Real D, en el que s'utilitza una polarització circular. Amb aquest nou sistema es pretén que els cinemes convencionals també puguin oferir pel·lícules en 3D, ja que fins ara estava reservat a sales especialment equipades.
Per altra banda, sigui quin sigui el sistema, analògic o digital, és imprescindible que la pantalla sigui metal·litzada (platejada en el cas del REAL D) per tal que la polarització de la llum que surt del projector es mantingui quan es reflecteix a la pantalla.

### Shutter Glasses

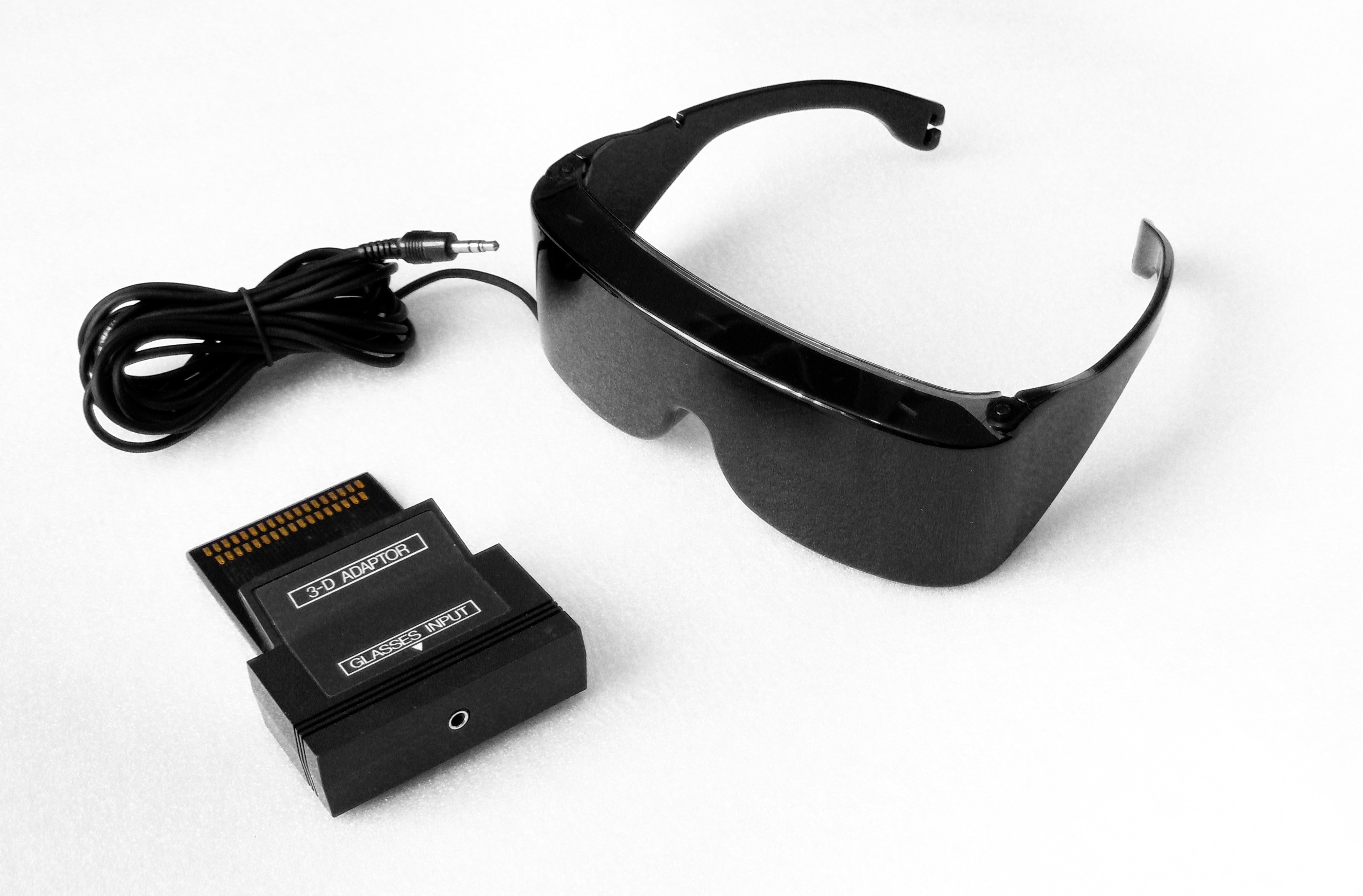
Shutter Glasses

Aquest sistema està dissenyat tant per a ús domèstic com per a ser utilitzat en sales de cinema, encara que de moment només es fa servir amb el sistema IMAX sòlid. El que permet que es pugui utilitzar a casa és el fet que en lloc de projectar-se imatges amb llum polaritzada, és que s'exposen alternativament les dues imatges. Per tal de poder enviar-ne una de diferent a cada ull l'espectador porta unes ulleres amb un obturador de cristall líquid (LCS), de forma sincronitzada amb la pantalla, les ulleres fan que els "vidres" siguin transparents o opacs, en funció de la imatge que s'està projectant.

### Monitor autoestereoscòpic
Els televisors en 3D encara estan en fase de proves, però són una evolució respecte a totes les tècniques que hi ha hagut fins ara, ja que per primera vegada no calen ulleres per poder separar la imatge que correspon a cada ull. El televisor, dotat d'unes lents especials, s'encarrega d'enviar a cada ull la imatge corresponent. Aquest mètode significa un gran canvi en el món de les tres dimensions, però la seva complexitat fa que encara no hi hagi cap mena de projecte per adaptar-ho a una sala de cinema.

## Història i evolució

### Blanc i negre
El primer mètode de cinema en tres dimensions és de finals del segle xix, quan William Friese-Greene i Mortimer Evans. Junts, van dissenyar una càmera de seqüència que utilitzava pel·lícules de paper i que tenia la capacitat de fer quatre o cinc fotografies per segon. Aquesta càmera va ser patentada l'any 1889, malgrat no hi ha constància de cap projecció que resultés exitosa.

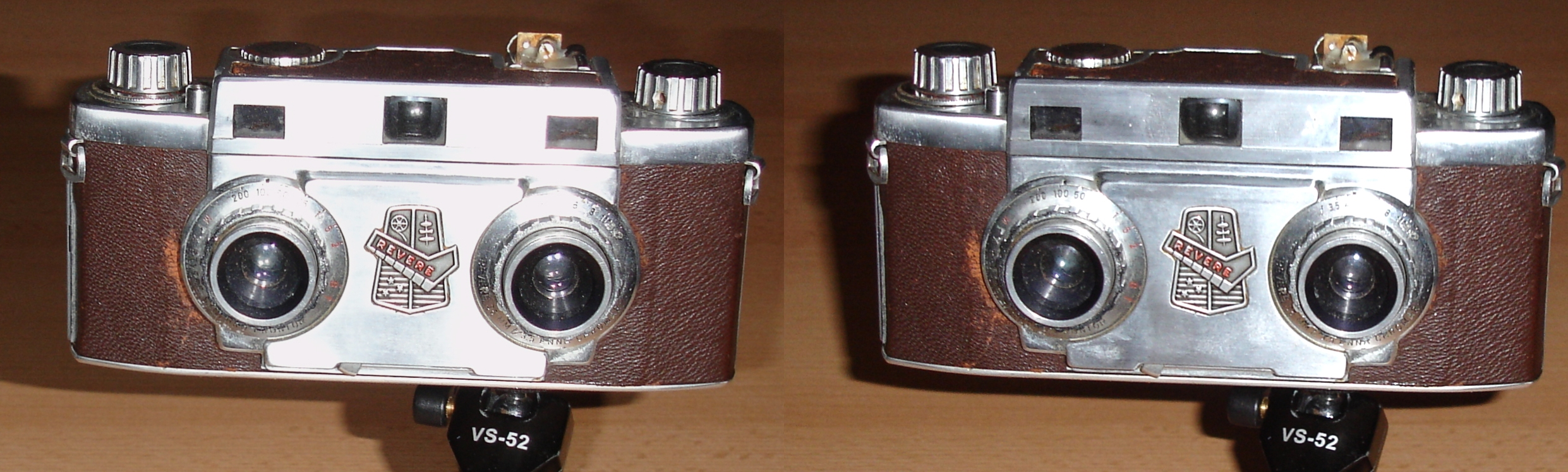
Imatge d'una càmera de fotografiar estereogràfica

L'any 1900 es va inventar la càmera estèreo, però no va ser fins al 1915 quan va haver-hi la primera exhibició de cinema en tres dimensions en el Teatre Astor de Nova York. En aquesta primera experiència es van utilitzar anaglifs verds i vermells, i es van projectar tres curtmetratges: unes escenes rurals dels EUA, una selecció d'escenes de la pel·lícula Jim the Penman i un documental sobre les cascades del Niàgara.
Aquest petit experiment va ser un fracàs, ja que les imatges quedaven difuminades; però poc després, el 1922, es va presentar el primer llargmetratge en tres dimensions The Power of Love, que també va ser el primer pel qual el públic va pagar per veure.
El mateix any també va aparèixer la pel·lícula The Man from Mars, posteriorment retitulada Radio-Mania, en la que s'utilitzava un nou sistema que no va tenir gens d'èxit, el Teleview, una mena de precursor de les Shutter Glasses. El Teleview consistia en uns visors instal·lats al braç de la butaca del cinema que anaven sincronitzats amb la pantalla, deixant veure un ull o un altre de forma alternativa en funció de la imatge projectada.

### Color
L'aparició del color al cinema va fer que s'haguessin de trobar nous mètodes, per tal de poder projectar les imatges sense distorsionar-ne els colors. La solució a aquest problema van ser les ulleres i els projectors polaritzats.
El 1936 es va fer la primera exhibició d'aquesta nova tècnica, però no se saben els detalls d'aquesta projecció, no se sap ni el títol pel·lícula, ni si era en color o en blanc i negre. La primera pel·lícula en color va ser Zum Greifen Nah, projectada per primer cop el mateix any, però no s'ha pogut trobar cap documentació que certifiqui que es va fer amb vidres polaritzats, tot i que atès que era l'única tècnica de l'època que ho permetia, és una suposició generalitzada que va utilitzar el mètode de la llum polaritzada.
També el 1936 va aparèixer la primera pel·lícula en tres dimensions i so: Nozze Vagabonde. Curiosament, tot i que la pel·lícula era en tres dimensions, el so era monofònic.
El 1939 es va projectar In Tune with Tomorrow la que, oficialment, és la primera pel·lícula que va utilitzar el mètode de polarització per a poder incloure el color al 3D.

### Era daurada i declivi
Entre els anys 1952 i 1955 el cinema en tres dimensions va experimentar un auge, amb pel·lícules tan conegudes com Bwana Devil (1952) o Els crims del museu de cera (1953), que va ser el primer film 3D que va poder comptar amb so estereofònic.
A partir del 1953 va haver-hi una caiguda de la producció, deguda bàsicament a les dificultats que comportava la sincronització dels dos projectors. No va ser fins a la dècada de 1960 que van aparèixer les tècniques que van permetre que s'utilitzés un sol projector i una sola pel·lícula. Tot i així, atès que el fet d'utilitzar una sola pel·lícula va fer baixar la definició de la imatge, el cinema en tres dimensions va quedar reservat només per a pel·lícules d'adults o de terror de poca qualitat, com per exemple Flesh for Frankenstein.

### IMAX
El 1986 el cinema en tres dimensions va ressorgir gràcies al sistema IMAX. Aquests cinemes van començar a oferir documentals de no-ficció amb una gran qualitat. Posteriorment, l'any 1995, es va presentar el primer film de ficció amb aquest sistema: Wings of Courage, sobre l'autor del Petit Príncep.

### Auge del cinema 3D

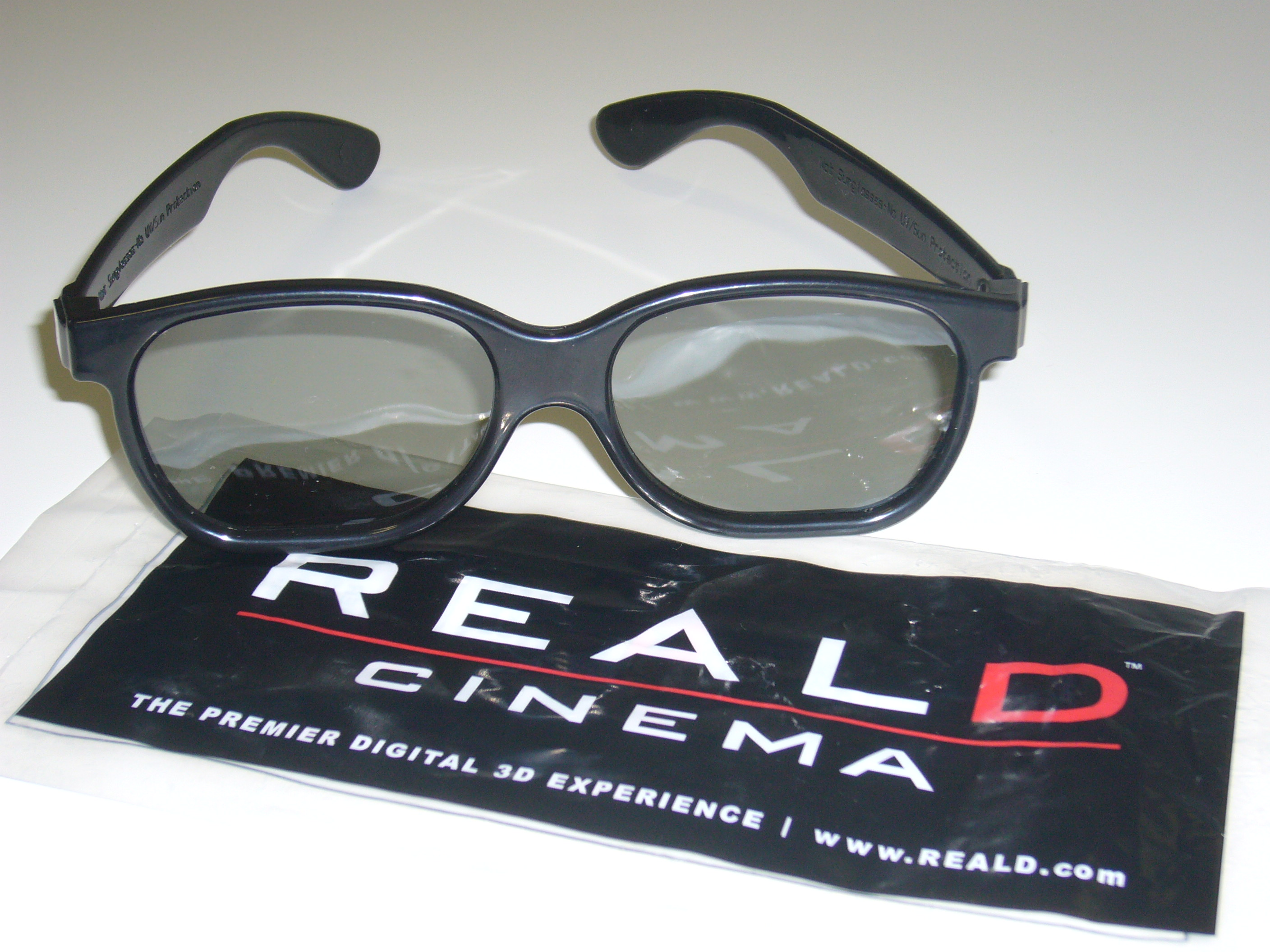
Ulleres REAL D

Avui en dia el cinema en tres dimensions encara s'utilitza bàsicament per a documentals, tot i que la ficció està entrant amb força. El 2003 va aparèixer Ghost of the Abyss, la primera pel·lícula de llarga durada feta íntegrament per a ser projectada en una sala IMAX. Va ser dirigida per James Cameron utilitzant un sistema anomenat "Reality System Camera", un sistema en alta definició creat segons les especificacions del mateix director.
El 2004 es va poder veure la primera pel·lícula d'animació en 3D (Polar Express) i el 2005 Chicken Little va ser la primera pel·lícula digital en tres dimensions. El format REAL D és el sistema que s'està perfilant com la nova forma de fer cinema en tres dimensions, ja que el canvi de cinema analògic a digital és imminent, i és un sistema que permet tant la projecció de pel·lícules en dos dimensions com en tres. És per això que algunes sales de cinema convencional han començat a adaptar alguna sala per a poder exhibir pel·lícules en tres dimensions. Beowulf va ser una de les primeres pel·lícules (la primera a Catalunya) que es va projectar en tres dimensions en un cinema no especialitzat.
L'any 2009 es va produir una autèntica revolució en la història del cinema 3D quan James Cameron va estrenar la seva nova pel·lícula, Avatar. La pel·lícula va ser tot un èxit global, ja que amb un pressupost de 287 milions de dòlars va aconseguir recaptar a taquilla uns 2.782 milions de dòlars, esdevenint la pel·lícula amb més recaptació de tots els temps.

### La revolució d'Avatar
El 18 de desembre de l'any 2009 Avatar es va estrenar als cinemes espanyols i a la majoria de cinemes d'arreu del món. El resultat va ser un èxit aclaparador (avui dia continua essent la pel·lícula amb major recaptació de tots els temps, seguida per Titanic, també de James Cameron) i el cinema 3D va esdevenir realment popular i va suposar un boom a nivell mundial.
Avatar va ser rodada amb càmeres estereoscòpiques que el mateix James Cameron va desenvolupar i perfeccionar durant dècades, ja que la idea d'aquesta pel·lícula li va sorgir l'any 1994. Va haver d'esperar força temps perquè la tecnologia cinematogràfica avancés i el projecte fos viable i es fes realitat.
Les càmeres estereoscòpiques permeten captar imatges en tres dimensions imitant el comportament de la visió binocular humana. Les càmeres utilitzades en el rodatge de la pel·lícula són ginys amb dues lents paral·leles, com si fossin un parell d'ulls, muntats de dos en dos en damunt de quatre grues que es van movent sense produir cap so. Cada parell convergeix en un mateix punt des de direccions oposades per tal de buscar una alineació òptica perfecta, que és la base d'una filmació en tres dimensions. Aquestes càmeres són força diferents de les usades tradicionalment en el cinema, ja que la seva mida és bastant més reduïda i això permetia que un operador pogués usar dos d'elles col·locades al seu pit a mode de steadicam, cosa que no s'havia fet mai abans.
D'altra banda, Avatar també va ser pionera en l'ús de la tecnologia motion capture, que ja s'havia utilitzat anteriorment en les pel·lícules d'El senyor dels anells, per tal de fer més reals els moviments de l'actor Andy Serkis, que interpretava el personatge de Gollum. Aquesta tècnica consisteix en col·locar càmeres molt petites als caps dels actors amb l'objectiu de replicar les seves expressions i fer que els personatges creats i generats per ordinador semblin més reals. En el rodatge d'aquestes escenes, els actors treballen en un estudi buit i els efectes especials s'agreguen després. Aquesta tecnologia també va ser utilitzada posteriorment en pel·lícules com Les aventures de Tintin. El secret de l'unicorn (2011) o en la recent trilogia d'El planeta dels simis, en la qual Andy Serkis, un gran expert en construir personatges utilitzant aquesta tecnologia, interpretava el mico Cèsar.
Per tal que l'experiència 3D fos més intensa, Cameron va utilitzar un altre truc, la distància interocular i la convergència de preses. Les lents bessones de les càmeres usades en el rodatge s'apropen i s'allunyen l'una de l'altra per a generar l'anomenada visió estèreo o interocular. Quan estan més separades l'una de l'altra, l'efecte 3D es més exagerat. Aquest truc s'usava en el rodatge per a les preses de llarg abast, en les quals l'individu estava relativament lluny, mentre que en els primers plans s'apropaven les lents. Aquestes càmeres s'anomenen càmeres de fusió 3D digital perquè realitzen aquest procés de manera ràpida i l'integren de manera natural. A més, també són capaces d'anar fins a un punt i enfocar-lo, cosa que s'anomena convergència activa i serveix perquè els espectadors no forcin tan la vista quan veuen les imatges.
L'èxit d'Avatar va ser espectacular arreu del món i va atraure milions d'espectadors que van quedar fascinats amb l'experiència 3D que el film els oferia. Els cinemes van modernitzar-se i van instal·lar projectors de pel·lícules en 3D i es van començar a estrenar noves pel·lícules que també utilitzaven el reclam del 3D amb l'objectiu d'atreure espectadors als cinemes.

### El declivi del 3D
Després de l'èxit de la tecnologia 3D a Avatar i a altres pel·lícules posteriors com La vida de Pi (2012) o Gravity (2013), que atreien els espectadors a les sales de cinema oferint-los una experiència molt més immersiva, el cinema en 3D ha entrat en declivi.
A mitjans de la dècada de 2010, les sales de cinema es van modernitzar i van incloure projectors de pel·lícules en 3D, fins al punt que l'any 2015 ja hi havia 74.561 sales de cinema amb tecnologia 3D arreu del món. Tot i això, aquell mateix any la recaptació de les pel·lícules en tres dimensions només va suposar un 20% del total. Una de les raons d'aquest descens del consum de pel·lícules en 3D podria ser el fet que els projectors de les sales, malgrat haver-se adaptat a les noves tecnologies, tenen uns objectius que fan que les imatges es vegin més fosques i difuminades. D'altra banda, és necessari valorar el fet que els preus de les entrades de les pel·lícules en tres dimensions són més cars que els de les pel·lícules en 2D. A més, segons The Wrap, mentre que entre els anys 2009 i 2011 el 60% de la taquilla d'un film estrenat en 3D i 2D provenia del primer, en l'actualitat aquest percentatge ha quedat reduït un 30%.
En veure que el 3D no ha tingut l'èxit que esperaven, els estudis ja estan buscant altres innovacions per tal d'atreure el públic a les sales de cinema. D'aquesta manera, podria ser que la nova revolució tecnològica fossin els High Frame Rate (HFR) o imatges d'alta freqüència. Aquestes estan filmades a una velocitat superior que la dels 24 fotogrames per segon habituals per tal de fer que l'espectador se senti totalment immers en la pel·lícula. És la tecnologia que va utilitzar Peter Jackson a El hòbbit. Una altra innovació tecnològica que podria ocupar el lloc del 3D és la resolució en 4K, ja que ja hi ha unes 10.000 sales arreu del món amb projectors làser preparats pel 4K.

## Crítiques
La majoria de les pautes necessàries per proporcionar informació relativa a la profunditat per als humans ja estan presents en pel·lícules tradicionals de 2D. Per exemple, els objectes més propers tapen d'altres, els objectes distants són desaturats i nebulosos en relació amb els propers, i el cervell inconscientment pot intuir la distància de molts dels objectes. De fet, només dues d'aquestes notes de profunditat no estan presents en pel·lícules 2D: estereofsia (o paral·laxi) i el focus del globus ocular (Acomodació).
Les presentacions cinematogràfiques en 3D presenten una correcta presentació de la estereofsia, però no d'acomodació i, per tant, no són suficients per proporcionar una il·lusió completa en 3D. No obstant això, els prometedors resultats de recerca destinats a superar aquest defecte es van presentar a la conferència de presentacions i aplicacions estereoscòpiques de 2010 a San José, EUA
El crític de cinema Mark Kermode va argumentar que el 3D afegeix un valor "no gaire gran" a les pel·lícules, i va dir que, tot i que li agradava Avatar, les moltes coses impressionants que va veure en la pel·lícula no tenien res a veure amb 3D. Kermode ha estat un crític obert quant a les seves opinions sobre el 3D que descriu l'efecte com una "ximpleria" i recomana l'ús de dues lents dretes o esquerres de les ulleres 3D per tallar la "visió estereoscòpica puntual del 3D", encara que aquesta tècnica encara no millora la gran pèrdua de brillantor d'una pel·lícula en 3D. Versions d'aquest tipus d'ulleres estan sent comercialitzades.
A la vida real, l'efecte 3D o visió estereoscòpica depèn de la distància entre els ulls, que només és d'aproximadament dues polzades i mitja. La percepció de profunditat que això ofereix només es nota a prop del cap, sobre la longitud dels braços. Només és útil per a tasques com ara filar una agulla. D'això es dedueix que en les pel·lícules que retraten la vida real, l'efecte 3D a penes es nota i aviat s'oblida a mesura que avança la pel·lícula.
El director Christopher Nolan ha criticat la noció que la pel·lícula tradicional no permet una percepció profunda, dient que "crec que és un nom erroni anomenar-lo 3D versus 2D. El punt sencer de l'imaginari cinematogràfic és que és tridimensional... ja sabeu el 95% de la nostra profunditat Les indicacions provenen de l'oclusió, la resolució, el color, etc., de manera que la idea de convocar una pel·lícula 2D a una pel·lícula '2D' és una mica enganyosa.

El crític de cinema tardà Roger Ebert va criticar repetidament la pel·lícula en 3D com "massa feble", de vegades distret o fins i tot induint nàusees i va argumentar que és una tecnologia costosa que no aporta res de valor a l'experiència cinematogràfica (ja que les pel·lícules en 2D ja proporcionen una il·lusió suficient de 3D). Tot i que Ebert no es va oposar a 3-D com a opció, es va oposar com a substitució a la pel·lícula tradicional i va preferir tecnologies 2-D com MaxiVision48 que milloren l'àrea d'imatge i la resolució i quadres per segon.
"Després de Toy Story, hi va haver 10 males pel·lícules de CGI, perquè tothom va pensar que l'èxit d'aquesta pel·lícula era el CGI i no uns personatges genials que estaven molt ben dissenyats i que tenien molta estima. Ara, tens persones que converteixen ràpidament pel·lícules de 2D a 3D, que no és el que nosaltres vam fer. Estan esperant el mateix resultat, quan en realitat probablement això funcionarà en contra de l'adopció de 3D, ja que suposaran un producte inferior."
James cameron, Director d'Avatar

## Aplicacions
Els sistemes de tres dimensions s'estan utilitzant en molts camps científics, des de la medicina fins a l'aeronàutica. Però a nivell purament cinematogràfic el cinema en tres dimensions sembla la solució a tots els problemes de pirateria que hi ha actualment a les sales de cinema.
Amb una càmera domèstica no es pot captar la imatge correctament, es capten les dues imatges alhora sense poder-les diferenciar, obtenint un efecte d'imatge duplicada. Utilitzant un filtre polaritzador es pot separar una de les imatges, però al tenir només la visió corresponent a un ull es perd la "tercera dimensió".
El fet que encara no sigui possible reproduir l'efecte de profunditat als televisors domèstics és el que pot engrescar a la gent a anar al cinema i gaudir de la pel·lícula amb tota la seva espectacularitat.